# Echinocereus flaviflorus
Echinocereus flaviflorus là một loài thực vật có hoa trong họ Cactaceae. Loài này được (Engelm. ex J.M. Coult.) Hildemann in Schumann mô tả khoa học đầu tiên năm 1898.